# Vito Crimi

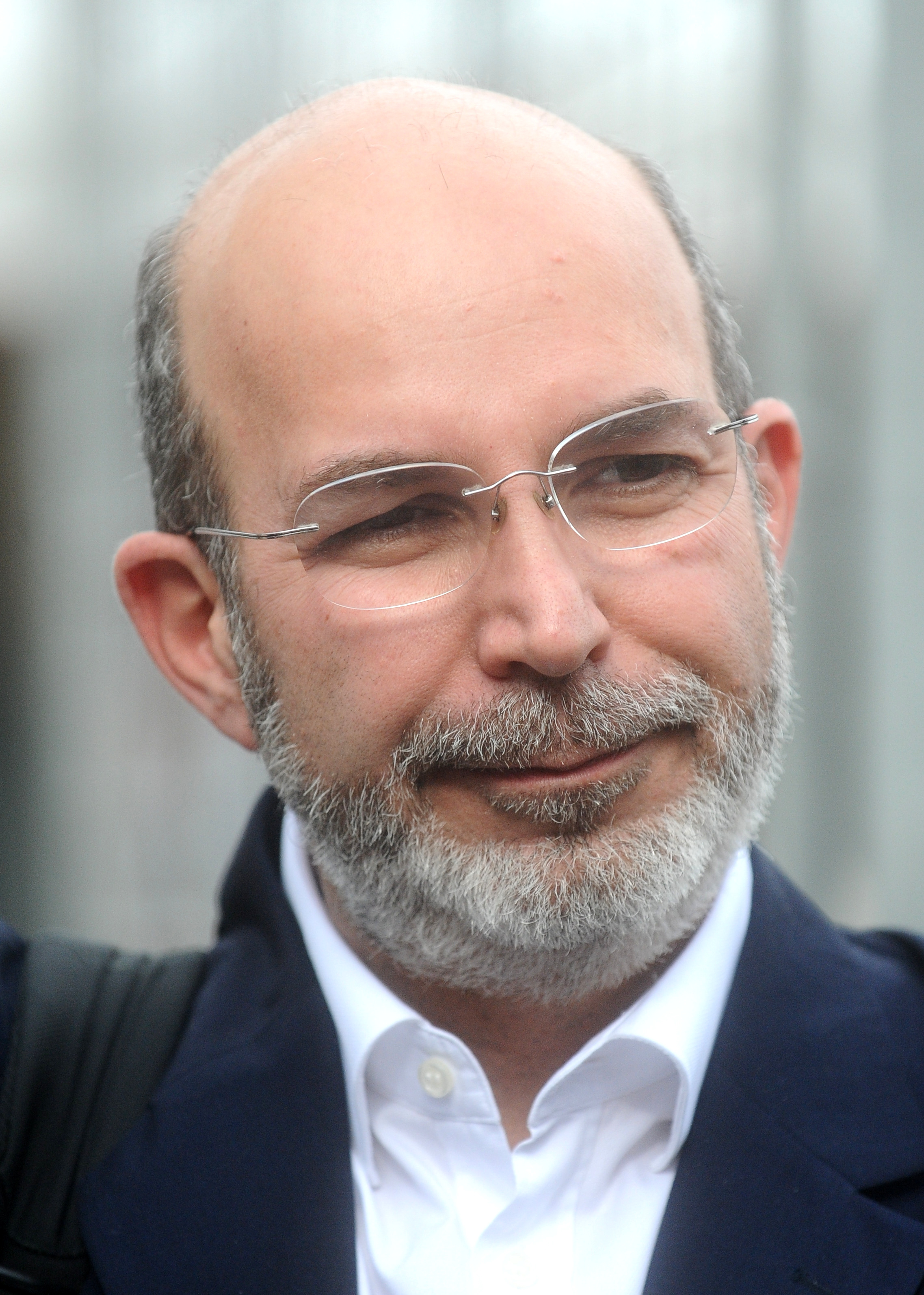
Vito Crimi (2018)

Vito Claudio Crimi (* 16. April 1972 in Palermo) ist ein italienischer Politiker der Fünf-Sterne-Bewegung (M5S) und war vom 22. Januar 2020 bis August 2021 kommissarischer Parteivorsitzender. Seit März 2013 bis Oktober 2022 war er außerdem italienischer Senator.

## Leben
Aufgewachsen ist Crimi im Stadtteil Brancaccio in Palermo. Er schrieb sich in den Mathematikstudiengang an der Universität von Palermo ein, schloss sein Studium jedoch nicht ab. Im Jahr 2000 zog er nach Brescia, wo er als Justizassistent am Berufungsgericht arbeitete.
2007 schloss er sich der Fünf-Sterne-Bewegung von Beppe Grillo an. Er war der Präsidentschaftskandidat für die 5-Sterne-Bewegung bei den Regionalwahlen 2010 in der Lombardei, bei denen er 3 % der Stimmen erhielt. Zuvor hatte er, wie er in der Radiosendung von Radio 1 erklärte, für die Partito della Rifondazione Comunista, PDS, Italia dei Valori und Alleanza Nazionale gestimmt.
Bei den Parlamentswahlen 2013 wurde er zum Senator für die Lombardei gewählt und war vom 19. März bis 16. Juni Fraktionsvorsitzender der Fünf-Sterne-Bewegung im Senat. Aufgrund der internen Regelung der Fraktion, die die vierteljährliche Rotation dieses Amtes vorsieht, wurde er von Senator Nicola Morra abgelöst.
Im März 2018 wurde er bei den Parlamentswahlen zum Senator wiedergewählt. Im Kabinett Conte I wurde er zum Staatssekretär und Leiter des Amtes für Informationen und Veröffentlichungen ernannt. Im anschließenden Kabinett Conte II war er stellvertretender Innenminister. Dieses Amt hatte er bis zum Amtsantritt des Kabinetts Draghi am 13. Februar 2021 inne.

### Kommissarischer Parteivorsitzender
Am 22. Januar 2020, nach dem Rücktritt von Luigi Di Maio als Politischer Chef der Fünf-Sterne-Bewegung, übernahm er kommissarisch die politische Leitung der Partei.

## Persönliches

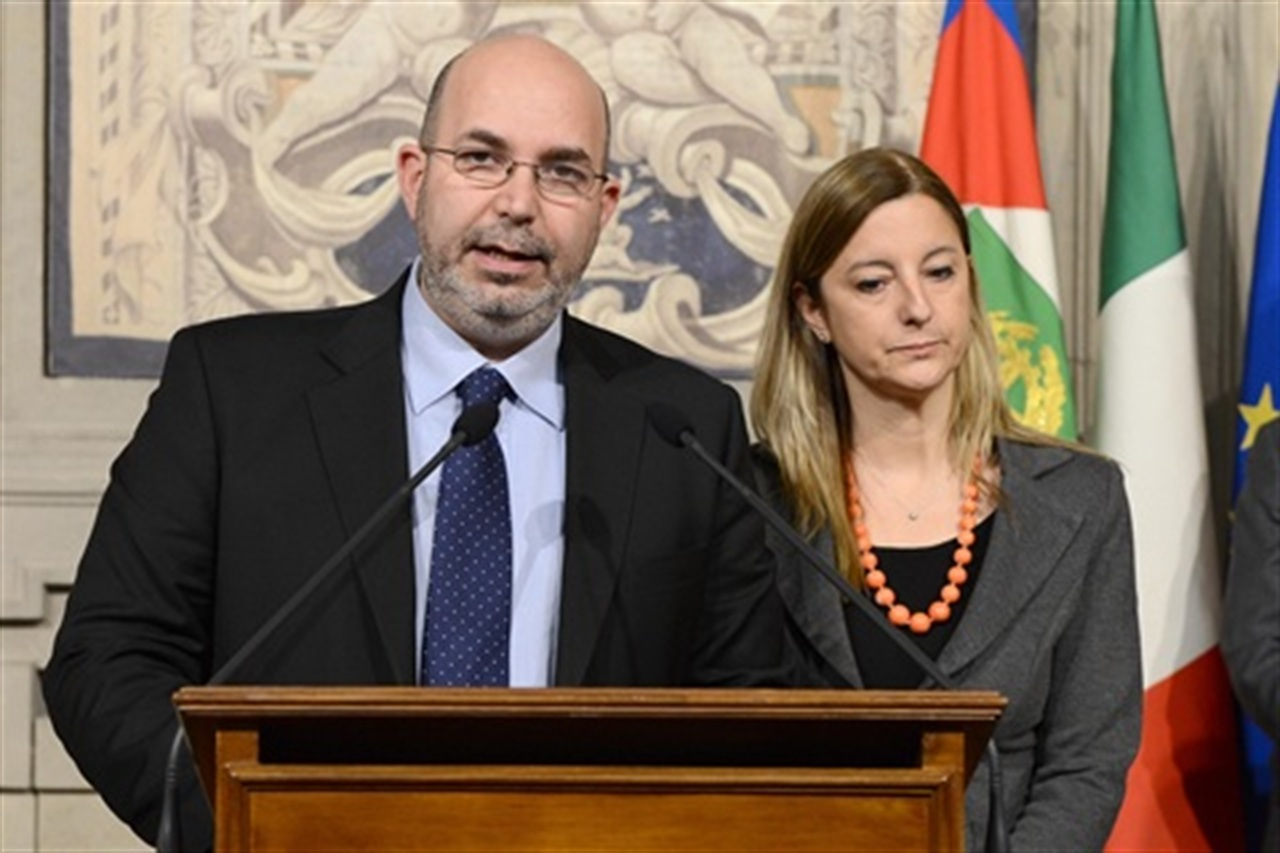
Vito Crimi und Roberta Lombardi im Quirinalspalast (2013)

Er ist mit der Abgeordneten Paola Carinelli verlobt, mit der er einen Sohn hat. Er hat einen weiteren Sohn mit seiner Ex-Frau Maria Cristina Flaiani.